# Сесил (Огайо)
Сесил (англ. Cecil) — селище (англ. village) в США, в окрузі Полдінґ штату Огайо. Населення — 146 осіб (2020).

## Географія
Сесил розташований за координатами 41°13′9″ пн. ш. 84°36′6″ зх. д. / 41.21917° пн. ш. 84.60167° зх. д. (41.219096, -84.601581).  За даними Бюро перепису населення США в 2010 році селище мало площу 3,79 км², з яких 3,79 км² — суходіл та 0,00 км² — водойми.

## Демографія
Згідно з переписом 2010 року, у селищі мешкало 188 осіб у 71 домогосподарстві у складі 47 родин. Густота населення становила 50 осіб/км².  Було 85 помешкань (22/км²).
Расовий склад населення:
| - 94,7 % — білих - 2,7 % — чорних або афроамериканців - 0,5 % — корінних американців |

До двох чи більше рас належало 2,1 %. Частка іспаномовних становила 4,8 % від усіх жителів.
За віковим діапазоном населення розподілялося таким чином: 27,7 % — особи молодші 18 років, 62,7 % — особи у віці 18—64 років, 9,6 % — особи у віці 65 років та старші. Медіана віку мешканця становила 37,5 року. На 100 осіб жіночої статі у селищі припадало 121,2 чоловіків;  на 100 жінок у віці від 18 років та старших — 115,9 чоловіків також старших 18 років.
Середній дохід на одне домашнє господарство  становив 41 840 доларів США (медіана — 36 250), а середній дохід на одну сім'ю — 44 630 доларів (медіана — 47 500). За межею бідності перебувало 27,7 % осіб, у тому числі 47,2 % дітей у віці до 18 років та 5,3 % осіб у віці 65 років та старших.
Цивільне працевлаштоване населення становило 69 осіб. Основні галузі зайнятості: виробництво — 30,4 %, транспорт — 13,0 %, освіта, охорона здоров'я та соціальна допомога — 13,0 %.